# Chris Nicholl
Christopher John "Chris" Nicholl, född 12 oktober 1946 i Wilmslow, Cheshire, död 24 februari 2024, var en brittisk-nordirländsk fotbollsspelare, och senare tränare, som bl.a spelade för Nordirlands herrlandslag under sin karriär. Han gjorde alla fyra målen när hans Aston Villa den 20 mars 1976 spelade 2-2 mot Leicester.